# Colom d'escampadissa

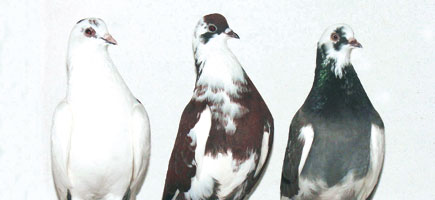

El colom d'escampadissa és un colom de grandària mitjana, d'aspecte allargat a causa del seu plomatge, sobretot el de les ales i el de la cua. El posat del cos és horitzontal. El plomatge és abundant i un poc flonjo.
És un animal de temperament nerviós i inquiet, amb un tipus de vol molt especial, que ha donat nom a la raça, perquè en sortir i aixecar-se van tots junts fent petits cercles, fins a agafar una alçària considerable. A partir d'aquí i de sobte, el grup s'escampa i cada animal davalla a poc a poc, al seu aire, per tornar al colomer. El seu pes oscil·la entre 320 i 350 grams, la longitud és de 33 cm i la seva envergadura és aproximadament d'uns 72 cm.

## Orígens
Tot fa pensar, i els diferents autors així ho expressen, que aquest tipus de colom prové del comerç dels Països Baixos amb l'Orient Mitjà, malgrat que no se'n coneix l'origen cert. A les Illes Balears, va gaudir d'una gran popularitat en el segle xix. Des del 1994, té l'estàndard aprovat per l'Entesa Europea d'Avicultura i Cunicultura.

## Característiques morfològiques
El cap, que és relativament estret, té el front lleugerament inclinat, i enllaça amb una suau corba amb la part superior, que és plana. El bec és mitjà, recte i no gaire gruixut. La seva coloració està d'acord amb la del plomatge. Els ulls presenten una coloració blanca perla fosca, esquitxada de manera molt fina de tons rogencs. En els coloms blancs o de color majorment blanc, l'ull és negre. El rivet de l'ull és fi i té la coloració d'acord amb el color del plomatge. Les carúncules nasals són molt fines, petites i llises.
El coll és relativament curt, i l'esquena ampla, mentre que el pit és escàs. Les ales són llargues, i en posició estàtica, solen assentar-se damunt l'ampla coa, si bé amb freqüència solen dur-les un poc per davall, però mai arrossegant-les per terra. La coa és l'element més atractiu d'aquest colom: llarga i ampla, generalment amb un nombre de plomes entre 16 i 19, i que s'ha de presentar de la forma més plana possible. S'admet la presència d'alguna ploma bifurcada al centre de la coa. Les cames són més aviat curtes, igual que els dits. El color de les ungles és igual que el del bec.
Les coloracions bàsiques són la cendrosa clara i fosca, la terrosa, la blanca, la vermella en coloració uniforme (clara o fosca), la blanca i la gris en totes les tonalitats (totes poden tenir certes tonalitats de "rovellat"), i hi ha també aquests colors mesclats amb blanc, que reben el nom de pintats, quan el color domina sobre el blanc, i clapats, quan el blanc domina sobre el color.

## Usos i aprofitament
Els diferents autors assenyalen que el tipus de vol d'aquest colom no es pot comparar amb el de cap altra raça, i això sembla causa de la morfologia que tenen, en especial, de la llargària de les ales i la cua, així com del nombre i la forma de les plomes timoneres.
Després de la gran popularitat que varen gaudir en temps passat, en l'actualitat hi ha molt pocs criadors d'aquesta raça, entre altres coses per la creixent dificultat d'espais per a volar, malgrat que aquests darrers temps, amb l'impuls creixent dels concursos i les exposicions, sembla que en van en augment.